# PIK-3c
Die PIK-3c Kajava ist ein einsitziges Segelflugzeug des studentischen Vereins PIK, das der finnische Luftfahrtverband Suomen Ilmailuliitto (SIL) in Serie fertigte. Der Erstflug der Kajava (Möwe) fand 1958 statt. Die Maschine hat sich in internationalen Wettbewerben hervorragend bewährt. Es wurden 40 Exemplare gebaut, die in vielen finnischen Vereinen im Einsatz waren.

## Geschichte

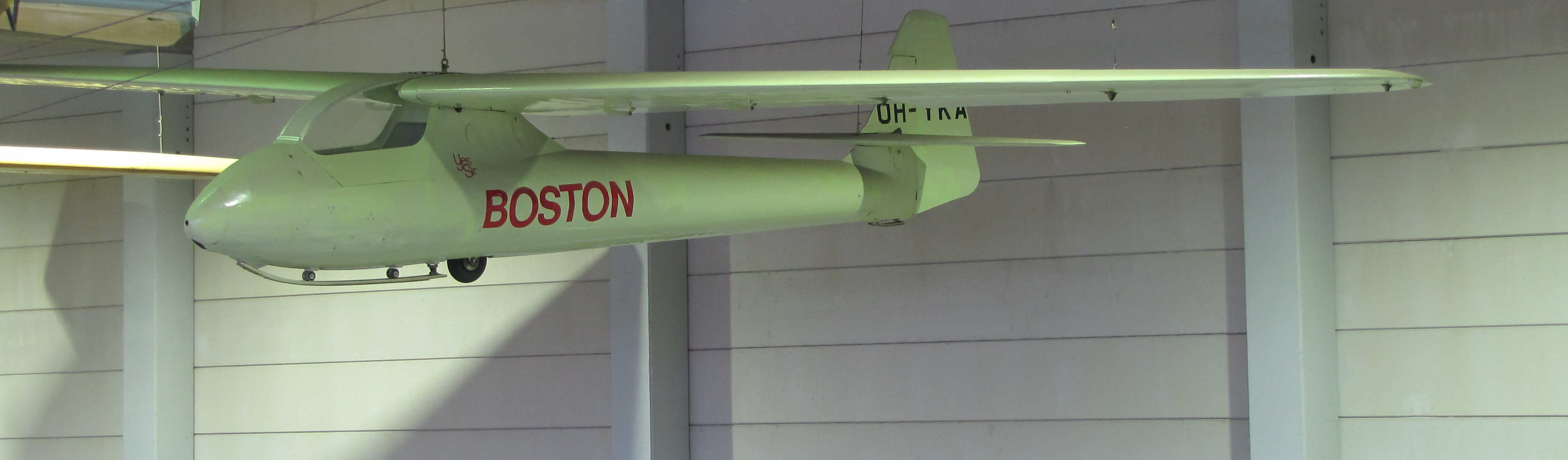
PIK-3a in Vantaa

### Vorserie
Die PIK-3 wurde von Studenten an der Technischen Universität Helsinki entwickelt. Mit den ersten Entwürfen wurde 1942 begonnen, die Konstruktion musste jedoch kriegsbedingt zurückgestellt werden. Die Schulmaschine PIK-5 und der Schulgleiter PIK-7 Harakka flogen 1946 und 1947 zum ersten Mal und wurden in größerer Stückzahl produziert.
Der Entwurf der PIK-3 (ursprünglich LHN-3) wurde 1947 von Lars Norrmén als Diplomarbeit fertiggestellt. Der Prototyp eines kleinen Leistungsflugzeugs für Vereine (pieni kerho-tehokone) mit 13 Meter Spannweite kam 1950 zum Fliegen. Antti Koskinen überarbeitete den Entwurf als PIK-3a Kanttikolmonen für eine Serienproduktion.

### Kleinserie PIK-3b
Bei der Variante PIK-3b ersetzte Koskinen die Bremsklappen durch Luftbremsen und versetzte die hochangebrachte Tragfläche etwas nach unten. Diese Version wurde bei PIK dreimal gebaut.

### PIK-3cKajava
Nachdem die OSTIV die Wettbewerbsklassen neu festgelegt hatte, stellte der Verein die Entwicklung des Leistungsflugzeugs PIK-14 ein. Unter der Leitung von Olavi Roininen entwarfen Urpo Pikkarainen und Tuomo Tervo 1957 ein weitgehend neues Fluggerät der Standardklasse mit 15 Meter Spannweite. Als Tragfläche verwendeten sie die verkürzten Flügel von Koskinens PIK-13.
Der Prototyp absolvierte am 20. Mai 1958 seinen Erstflug. Im selben Jahr kam er bei der Segelflug-Weltmeisterschaft in Leszno in der Standardklasse auf den zweiten Platz. Die Serienmaschinen erhielten von Suomen Ilmailuliitto den Namen Kajava, Namensgeber war die Dreizehenmöwe. Von der PIK-3c wurden 40 Exemplare gebaut.

## Konstruktion
Die PIK-3c ist in reiner Holzbauweise ausgeführt, die Rumpfnase ist mit Sperrholz beplankt. Gegenüber der PIK-3a wurde der Entwurf einschließlich des Rumpfs und Leitwerks vollständig überarbeitet. Die Flügelfläche blieb bei vergrößerter Spannweite etwa gleich. Als Flügelprofil kam „Göttingen 549“ statt „Göttingen 693“ der Aerodynamischen Versuchsanstalt Göttingen zur Anwendung. Die Maschine ist ein einsitziger freitragender Schulterdecker, mit Höhenleitwerk in Kreuzform. Vor dem fest eingebauten Rad befindet sich eine gefederte Kufe.
Ein vergleichbares Segelflugzeug ist die deutsche Ka 6.

## Technische Daten
| Kenngröße             | PIK-3c                       |
| --------------------- | ---------------------------- |
| Konstrukteur          | Roininen, Pikkarainen, Tervo |
| Klasse                | Standard (später Club)       |
| Sitzplätze            | 1                            |
| Bauart                | Holzbauweise                 |
| Flügelprofil          | Göttingen 549                |
| Spannweite            | 15,00 m                      |
| Flächenbelastung      | 21,4 kg/m²                   |
| Flügelfläche          | 13,1 m²                      |
| Flügelstreckung       | 17,2                         |
| Gleitzahl             | 30 bei 75 km/h               |
| Geringstes Sinken     | 0,61 m/s bei 65 km/h         |
| Länge                 | 6,60 m                       |
| Höchstgeschwindigkeit | 235 km/h                     |
| Wasserballast         | keiner                       |
| Rüstmasse             | 165 kg                       |
| max. Startmasse       | 280 kg                       |

## Erhaltene Exemplare
Ein öffentlich ausgestelltes Exemplar der PIK-3a befindet sich seit 1978 im Finnischen Luftfahrtmuseum in Vantaa.